# Wały Piastowskie
Wały Piastowskie – ulica w Gdańsku, w dzielnicy Śródmieście. Jest miejscem przebiegu dawnych wałów miejskich, od których bierze nazwę.

## Znaczenie
Ulica jest częścią drogi krajowej nr 91 oraz europejskich E75 i E77. Ulica jest łącznikiem pomiędzy ważną ul. Podwale Grodzkie i ul. Jana z Kolna, a także historycznym placem Solidarności. Będąc częścią drogi krajowej nr 91, umożliwia dalszą jazdę w kierunku portu morskiego Gdańsk.

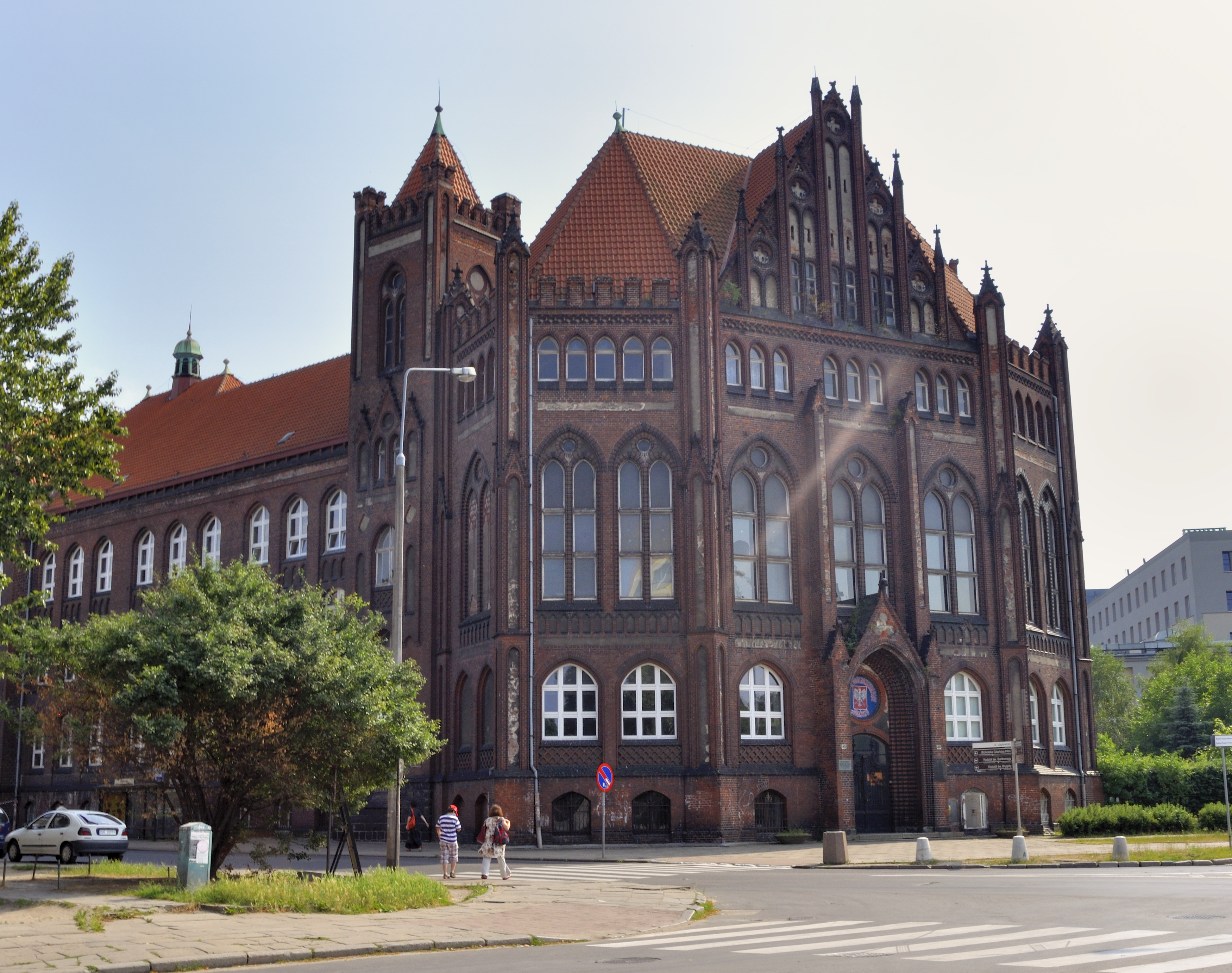
I LO przy Wałach Piastowskich

## Komunikacja
Wzdłuż niej biegną szyny tramwajowe, po których poruszają się tramwaje linii 7, 8 i 10.
Ulicą tą porusza się ku końcowi trasy wiele linii. Łączy ona dwie ważne pętle: przy ul. Jana z Kolna oraz większą przy ul. Wałowej.

## Obiekty
- Wieżowiec Zieleniak
- Krajowa siedziba NSZZ „Solidarność”
- Naukowa i Akademicka Sieć Komputerowa
- I Liceum Ogólnokształcące im. Mikołaja Kopernika w Gdańsku
- Niemiecki schron przeciwlotniczy